# Loyauté (psychologie de la famille)
Pour un article plus général, voir Loyauté.
 (avril 2017).
En psychologie de la famille, la loyauté est définie par rapport à un système relationnel qui relie un individu à un autre ou à un groupe. Dans le cadre des thérapies familiales il s'agit d'une fidélité inconditionnelle à respecter les règles d'une famille.

Selon Judith Ollié-Dressayre et Dominique Mérigotla loyauté est l'expression d'une reconnaissance à l'égard du lien, un témoignage du caractère fondamental et significatif de ce lien. Si le lien est pervers, les loyautés sont confuses et rigides et les affiliations extra-familiales seront difficiles à élaborer. C'est le cas par exemple des liens qui reposent sur des non-dits, des secrets de famille, des "fantômes", des loyautés transgénérationnelles indéchiffrables.

Suivant Iván Böszörményi-Nagy, le concept de loyauté est un ensemble d'expectatives et d'injonctions familiales intériorisées. Il est inséparable des concepts de confiance et de légitimité. 
Selon Karine et Thierry Albernhe, les loyautés sont définies par des caractéristiques, des formes et une dynamique particulière dans le cas du conflit de loyauté.
Parmi les caractéristiques :
- elle n'est pas un concept philosophique ou moral, ni un concept normatif ;
- elle est réelle (exemple de la dépendance des enfants envers les parents) ;
- elle n'est pas un simple attachement, mais plus un enracinement affectif, constitutif de l'identité ;
- elle a une dimension transgénérationnelle ;
- elle est invisible dans le sens de caché ou inconscient ;
- elle repose sur les concepts de mérites acquis, de dette et de confiance ;
- elle transcende les inimitiés intrafamiliales.

Parmi les différentes formes de loyauté : 
- la loyauté verticale (parents-enfants par exemple), asymétrique, irrésistible ;
- la loyauté horizontale (entre amis par exemple), égalitaire, choisie ;
- les loyautés clivées (un enfant parentifié par exemple) ;

Les conflits de loyauté : lorsqu'une loyauté verticale s'oppose à une loyauté horizontale, un choix s'impose, mobilisateur d'affects et d'énergie. Lorsque ce choix est inconscient, il s'effectue sous forme de passage à l'acte.